# Either/Or
Either/Or (с англ. — «Или/или») — третий студийный альбом американского автора-исполнителя Эллиотта Смита, выпущенный 25 февраля 1997 года лейблом Kill Rock Stars.
Продвигаемый двумя синглами, «Speed Trials» и «Ballad of Big Nothing», Either/Or не попал в чарты в США, но был высоко оценён критиками. Режиссёр Гас Ван Сент был очень впечатлён альбомом и включил в саундтрек к фильму «Умница Уилл Хантинг» три песни из него: «Between the Bars», «Angeles» и «Say Yes», а также новую песню «Miss Misery». «Miss Misery» была номинирована на премию «Оскар» в 1998 году в категории «Лучшая оригинальная песня» и была исполнена Смитом на телевизионной церемонии в сокращённой версии при поддержке оркестра, ненадолго сделав его знаменитым на весь мир. В 2020 году альбом занял 216-е место в списке «500 величайших альбомов всех времён» по версии журнала Rolling Stone.

## Запись
Альбом Either/Or был записан в нескольких местах: в доме Джоанны Больм, в собственном доме Смита, в студии Undercover, Inc., в студии Laundry Rules Recording и в Heatmiser House — все в Портленде, штат Орегон, — а также в The Shop в Аркейте, штат Калифорния. Альбом был спродюсирован Смитом, Томом Ротроком и Робом Шнапфом.
Во время работы над этим альбомом Смит написал и записал песню под названием «Either/Or», но она не вошла в финальную версию. Однако позже эта песня была включена в New Moon — посмертный сборник ранее не издававшихся материалов Смита.

## Композиция и стиль
Стиль альбома был описан как «мост между мрачной атмосферой Roman Candle и Elliott Smith и студийным блеском XO и Figure 8».

## Концепция и темы
Название альбома происходит от одноимённой книги Сёрена Кьеркегора, в которой «Или/или» относится к контрасту между эстетическим/субъективным опытом и этическим/объективным бытием. Это экзистенциальное название отражает интерес Смита к философии, которую он изучал в Хэмпширском колледже в Массачусетсе. В текстах песен много отсылок к Портленду, таким как район Аламеда, Дивижн-стрит и Портлендский фестиваль роз.

## Выпуск
Первый сингл с альбома, «Speed Trials», вышел 1 октября 1996 года.
Either/Or вышел 25 февраля 1997 года. Он не попал в чарты США. Второй и последний сингл с альбома, «Ballad of Big Nothing», вышел 29 июня 1998 года.
В начале следующего года Смит ненадолго оказался в центре международного внимания, когда исполнил свою песню «Miss Misery» 1997 года на церемонии вручения премии «Оскар» в 1998 году после того, как она прозвучала в фильме «Умница Уилл Хантинг» и была номинирована на «Оскар» за лучшую оригинальную песню. После этого выступления Смит подписал контракт с крупным лейблом DreamWorks Records и начал работу над своим четвёртым студийным альбомом XO.
По состоянию на март 2017 года Either/Or является самым продаваемым релизом Эллиота Смита (он до сих пор не попал в чарты) и был продан тиражом 429 000 копий в США, согласно Nielsen SoundScan.

## Отзывы критиков
| Оценки критиков               | Оценки критиков            |
| Источник                      | Оценка                     |
| ----------------------------- | -------------------------- |
| AllMusic                      | [ 16 ]                     |
| Chicago Tribune               | [ 17 ]                     |
| The Irish Times               | [ 18 ]                     |
| Mojo                          | [ 19 ]                     |
| NME                           | 8/10                       |
| Pitchfork Media               | 8.8/10 (1997) 10/10 (2017) |
| The Rolling Stone Album Guide | [ 23 ]                     |
| Select                        | 4/5                        |
| Spin                          | 7/10                       |
| Uncut                         | 9/10                       |

Альбом Either/Or получил признание критиков. Стивен Томпсон из The A.V. Club написал, что альбом «отмечает своего рода тематический переход» для Смита, отметив «яркость и поп-звучание» Either/Or в отличие от «суровых признаний парня с акустической гитарой о злоупотреблении наркотиками и тьме» в альбоме Elliott Smith. Он был признан 20-м лучшим альбомом 1997 года по результатам ежегодного опроса критиков Pazz & Jop в The Village Voice. Руководитель опроса Роберт Кристгау был не в таком восторге от альбома, назвав Смита «мелодичным, но депрессивным» и посчитав, что «он тоже мог бы быть популярным — просто он не хочет этого, вот и всё».
В ретроспективном обзоре Tiny Mix Tapes высказалось следующее: «Проще говоря, песни на Either/Or — лучшие у Эллиота Смита». Trouser Press назвал его «ещё более полноценным», чем Elliott Smith.

### Влияние
Альбом вдохновил Гаса Ван Сента на то, чтобы пригласить Смита принять участие в создании саундтрека к фильму «Умница Уилл Хантинг». В саундтрек вошли три трека из Either/Or, а также новая песня «Miss Misery». Смит ненадолго оказался в центре внимания массовой культуры после исполнения «Miss Misery» из «Умницы Уилл Хантинг» на церемонии вручения премии «Оскар» в 1998 году. Позже Ван Сент также использовал «Angeles» в своём фильме 2007 года «Параноид-парк». Песня снова прозвучала в сериале «Нормальные люди» 2020 года.

### Награды
Онлайн-журнал Pitchfork Media поставил Either/Or на 59-е место в списке 100 величайших альбомов 1990-х годов. Журнал Spin поставил Either/Or на 48-е место в списке лучших альбомов с 1987 по 2012 год. Журнал Blender поставил его на 36-е место в списке «100 величайших инди-рок-альбомов всех времён». В 2013 году журнал NME поставил Either/Or на 149-е место в списке 500 величайших альбомов всех времён. Журнал Consequence of Sound поставил альбом на 97-е место в списке лучших альбомов всех времён. Журнал Rolling Stone поставил альбом на 216-е место в списке «500 величайших альбомов всех времён», переизданном в 2020 году. Журнал Pitchfork Media поставил альбом на 23-е место в списке лучших альбомов десятилетия (2022 г.). Название альбома обыгрывается в названии ресторана «Either/Or» в Портленде, штат Орегон.

## Список композиций
Слова и музыка всех песен — Эллиотт Смит.
| №                   | Название                | Длительность |
| ------------------- | ----------------------- | ------------ |
| 1.                  | «Speed Trials»          | 3:01         |
| 2.                  | «Alameda»               | 3:43         |
| 3.                  | «Ballad of Big Nothing» | 2:48         |
| 4.                  | «Between the Bars»      | 2:21         |
| 5.                  | «Pictures of Me»        | 3:46         |
| 6.                  | «No Name No. 5»         | 3:43         |
| 7.                  | «Rose Parade»           | 3:28         |
| 8.                  | «Punch and Judy»        | 2:25         |
| 9.                  | «Angeles»               | 2:56         |
| 10.                 | «Cupid's Trick»         | 3:04         |
| 11.                 | «2:45 AM»               | 3:18         |
| 12.                 | «Say Yes»               | 2:19         |
| Общая длительность: | Общая длительность:     | 36:52        |

## Участники записи
- Эллиотт Смит — вокал, музыкальные инструменты

Производственный персонал
- Эллиотт Смит — продюсер, сведение (в песнях «Alameda», «No Name No. 5», «Rose Parade», «2:45 AM»)
- Джоанна Больм — сведение (в песне «Alameda»)
- Роб Шнапф — продюсер, сведение (в песнях «Speed Trials», «Ballad of Big Nothing», «Between the Bars», «Pictures of Me», «Punch and Judy», «Angeles», «Cupid’s Trick», «Say Yes»)
- Том Ротрок — продюсер, сведение (в песнях «Speed Trials», «Ballad of Big Nothing», «Between the Bars», «Pictures of Me», «Punch and Judy», «Angeles», «Cupid’s Trick», «Say Yes»)
- Дон К. Тайлер — мастеринг

Художественное оформление
- Нил Гаст — дизайн
- Дебби Пастор — фотограф
- Джоанна Больм — фотограф

## Сертификации
| Регион                                                                      | Сертификация | Продажи |
| --------------------------------------------------------------------------- | ------------ | ------- |
| Великобритания (BPI)                                                        | Серебряный   | 60 000  |
| Данные о продажах + прослушиваниях приведены только на основе сертификации. |              |         |